# Welcome to the Dance
Welcome to the Dance è un album del gruppo pop tedesco No Angels, pubblicato nel 2009

## Tracce
1. "Dance-Aholic" (Aaron Pearce, Nasri Atweh)[1]
2. "Derailed" (Aaron Pearce, Nasri Atweh, Nicholas "RAS" Furlong)[1]
3. "Downboy" (Aaron Pearce, Tiyon "TC" Mack)[1]
4. "One Life"[1] (Nadja Benaissa, Lucy Diakovska, Sandy Mölling, Jessica Wahls, Nasri Atweh, Hakim Bell, A. Dunkley, Adam Messinger)
5. "Rebel" (Billy Blast, Alicia "M'Jestie" Brooks)[2]
6. "Say Goodbye"[1]
7. "Shut Your Mouth" (Aaron Pearce, Evan Bogart, David "DQ" Quinones, Lucy Diakovska, Nadja Benaissa)[1]
8. "Stop" (Billy Blast, Alicia "M'Jestie" Brooks)[2]
9. "Too Old"[1]
10. "Up Against the Wall" (Aaron Pearce, Evan Bogart, David "DQ" Quinones, Jessica Wahls, Sandy Mölling)[1]
11. "Welcome to the Dance" (Billy Blast, Alicia "M'Jestie" Brooks)[2]
12. "Young Love"[1]